# Плиска чорноголова
Пли́ска чорноголо́ва (Motacilla feldegg) — невеликий птах з родини плискових. В Україні гніздовий, перелітний вид.

## Систематика
Систематика так званих «жовтих плисок» є суперечливою. Частина систематиків вважають плиску чорноголову підвидом політипного комплексу плиски жовтої (Motacilla flava sensu lato) — Motacilla flava feldegg. Як окремий вид було описано Карлом Міхахелісом (англ. Karl Michahelles) ще 1830. Такого статусу дотримуються нині окремі дослідники. У місцях спільного існування плиски чорноголової та жовтої на півночі ареалу першої спостерігається їхня обмежена гібридизація.

## Опис
Птах розміром дещо менший за горобця. Маса тіла становить 15—17 г, довжина тіла — близько 18 см. Розміром, статурою та забарвленням подібна до жовтої плиски. У дорослого самця голова чорна; спина, поперек і надхвістя оливково-зелені; верхні покривні пера крил сірувато-чорні; горло, боки шиї і весь низ жовті; махові пера бурі; хвіст чорний, крайні стернові пера з білою барвою; дзьоб і ноги чорні. Доросла самка світліша, з сірим відтінком зверху; горло і воло майже білі; решта низу жовтувата. Молодий птах подібний до дорослого, але світліший; на шиї і волі темні плями.
Від решти плисок відрізняється чорною головою в поєднані з жовтим (дорослий самець) або майже білим (доросла самка і молодий) горлом.

## Поширення
Гніздовий ареал виду охоплює Євразію від західного узбережжя Балканського півострова на схід до Тарбагатаю, Алаколю, верхньої течії Ілі. На північ на Балканському півострові до 45-ї паралелі, до південного схилу південних Карпат, південної Молдови, Одеської, Херсонської, Запорізької та Донецької областей України, Північного Кавказу (на північ тут приблизно до 47-ї паралелі), дельти Волги, в Казахстані до 48-ї паралелі. На південь до південної межі Балканського півострова, південного узбережжя Малої Азії, вздовж східного узбережжя Середземного моря до його південно-східної частини, до північного Іраку, звідки південна межа ареалу опускається до долини Євфрату; далі у східному напрямку на південь до північного узбережжя Перської затоки, в Ірані приблизно до 28-ї паралелі, до південно-західного Афганістану, Бадахшану, Алайської системи, південного підніжжя Тянь-Шаню. Населяють також о. Кіпр.
З другої половини ХХ ст., та особливо протягом початку ХХІ ст., чорноголова плиска розширює ареал на північ, що пов'язують із потеплінням клімату.
Райони зимівель охоплюють Східну Африку та північий захід Індії.
В Україні ареал виду охоплює приморські райони Азовського і Чорного морів. Загальна чисельність української популяції ймовірно становить близько 2,5—3 тис. пар.

## Місця існування
Оселяється на болотах, луках та вздовж берегів озер. Гніздовий біотоп виду, здебільшого це низинні болотисті луки, зарослі осокою і очеретом, або ж більш відкриті; болота з окремими кущами чагарнику, купинами.

## Гніздування
На місця гніздування прилітає в середині березня — квітні. Більшість птахів прилітає наприкінці квітня, останніх мігрантів відмічають в середині травня.
У придатних місцях гніздиться групами — розрідженими мікроколоніями. Гніздо будують в ямці серед чагарнику, під кущем трави. Вони складаються з досить грубих стеблинок полину, Suaeda і Ceratocarpus, у лотку ретельно зроблена вистилка з кінського волосся і довгої м'якої вовни; іноді ж використовується ніжний рослинний матеріал та вистилка з кінського волосу з додаванням двох-трьох пір'їнок. У Ростовській області діаметр гнізда становив 80—90 мм, діаметр лотка — 55—60 мм, глибина лотка — 38—55 мм. Кладка в 4—6 яєць, відкладання відбувається з кінця квітня до кінця червня. Середній розмір яєць в Ростовській області становив 18,8×14,0 мм. Інкубація триває 12 діб, пташенята перебувають в гнізді 14—15 днів. Обидва батьків вигодовують пташенят, які вкриваються пером у кінці травня — середині липня. Після втрати першої кладки нерідко відбувається повторне гніздування.
Осінній відліт починається з середини липня — початку серпня. Більшість птахів відлітають в кінці серпня — вересні, останні тягнуться до початку жовтня.

## Живлення
Раціон чорноголової плиски складається здебільшого з комах — довгоносиків, нічних метеликів, мурах, двокрилих, а також павуків і молюсків (головним чином це Acridoidea, Sphaerininae, Histeridae (Saprinus), Chrysomelidae, Psylloidea, Noctuidae, Curculionidae, Ichneumonidae, Arachnida (Aranei), види родів Messor та Musca). Птахи збирають корм на землі, з листя рослин, а також на мілководді.

## Охорона
Плиска чорноголова занесена до додатку 2 Бернської конвенції.